# August Hlond
August Hlond, född 5 juli 1881 i Myslowitz, Oberschlesien, död 22 oktober 1948 i Warszawa, var en polsk kardinal, Polens primas 1926-1948.
Hlond utsågs 1927 till kardinalpräst av Santa Maria della Pace.